# Mazdak
Mazdak (in persiano مَزْدَک‎; ... – 524 o 528) è stato un profeta e rivoluzionario persiano, riformatore politico e religioso nonché leader di un movimento socio-religioso, il mazdakismo, che ottenne grande influenza sotto il regno del re sasanide Kavad I. Mazdak si dichiarò profeta di Dio, praticando il culto del fuoco; predicò il possesso comunitario dei beni, la liberazione delle donne dagli harem delle classi nobiliari (gli avversari lo avrebbero accusato, calunniosamente, di volerle "mettere in comune") e avviò un programma di mutua assistenza.

## Biografia
Pochissime le informazioni pervenute, per lo più esterne al movimento e ostili: Mazdak (in persiano مزدک) era un Mobed (sacerdote zoroastriano di rango elevato) figlio di Bamdat.
Visse all'epoca dell'Imperatore sasanide Kavad I (nato 449-morto 531, salito al trono nel 488); in un periodo nel quale l'economia persiana era impoverita dalla concentrazione delle proprietà agricole in mano alla nobiltà e al clero zoroastriano e l'Impero sasanide era stato invaso dagli Unni Bianchi provenienti dall'Afghanistan.
Nel contempo era anche in atto una lotta interna tra i cristiani, che accrescevano la loro presenza in Iran, e gli zoroastriani.
Il messaggio di Mazdak di riforma sociale, politica e religiosa, si scontrò con la reazione del clero e della nobiltà ma incontrò inizialmente l'appoggio del sovrano, che probabilmente voleva porre un freno alle varie aristocrazie.
Con l'appoggio reale, Mazdak avviò un programma di riforme sociali che comprendevano il pacifismo e programmi di aiuto ai poveri, fino alla costruzione di magazzini governativi di aiuto ai meno abbienti.
La politica contraria al clero zoroastriano portò alla chiusura di tutti i templi del fuoco eccetto tre.
Deposto dalla reazione aristocratica nel 496 l'Imperatore ritornò al potere nel 498 con l'aiuto degli Unni Bianchi e, assieme al figlio Cosroe, futuro re Cosroe I (531-579), decise di non appoggiare più Mazdak.
Cosroe guidò una campagna militare nel 524/525 finalizzata a un pogrom durante il quale Mazdak fu ucciso assieme ai molti suoi fedeli.
Lo Zoroastrismo fu restaurato ma sotto un forte potere reale.

## Dottrina
La predicazione di Mazdak conobbe un successo rapidissimo, diffondendosi con grande rapidità in tutto l'Impero sasanide e coinvolgendo inizialmente anche il Re.
Dalle scarse notizie derivanti dai suoi nemici zoroastriani si ricava che sostenesse il ritorno ad uno stato primordiale nel quale le ricchezze erano indivise e ciascuno aveva le stesse opportunità.
Dal punto di vista religioso era certamente un dualista  anche se è incerto se di origine zoroastriana o manichea. Oltre alla comunione dei beni predicava un elevato stile di vita, evidenziando il valore dell'autocontrollo e la rinuncia ai piaceri dei sensi incluso il mangiare carne (elemento questo manicheo) essendo la ricerca del piacere e del possesso la causa prima delle lotte e dell'odio.

## Storia del movimento
Piccole comunità di seguaci sopravvissero per secoli anche dopo l'avvento dell'Islam in zone remote della Persia.
Diversi rivoluzionari iraniani  e azeri si richiamarono a Mazdak e ne ripresero i principali concetti nel loro messaggio:  
- Abu Muslim al-Khorasani (m. 755),
- Al-Muqannaʿ (in arabo المقنع‎?, "Il Velato" (m. 779)
- Babak Khorramdin o al-Khurrami (m. 838).[3]

## Fonti
Un Libro di Mazdak, scritto in persiano è stato probabilmente tradotto in arabo da Ibn al-Muqaffaʿ (756 m circa), zoroastriano convertito all'Islam; il libro è stato perso ma parte del suo contenuto è riportato in altri testi arabi:
- L'autore del Dabistan-e Madahib[4] narra di aver incontrato seguaci di Mazdak che praticavano segretamente la loro religione e che gli avevano mostrato un testo dal titolo Desnad scritto in antico persiano
- altre informazioni provengono da scrittori arabi o persiani come Abu al-Hasan 'Ali al-Mas'udi (m. 956')[5], Ṭabarī[6], Mirkhond (1433-1498)[7]